# John Drake Sloat
John Drake Sloat, né le 6 juillet 1781 à Sloatsburg dans l'État de New York et mort le 28 novembre 1867 à ew Brighton, était un commodore de l'United States Navy connu pour avoir revendiqué au nom des États-Unis d'Amérique la Californie en 1846.

## Biographie
D'origine hollandaise, orphelin très jeune, son père a été tué par un soldat britannique deux mois avant sa naissance et sa mère mourra quelques années plus tard. Il sera élevé par ses grands-parents maternels.
Il est midshipman de la Navy en 1800 et devient sailing master sur la frégate USS United States sous les ordres du commodore Stephen Decatur lors de la guerre de 1812. Il est promu lieutenant pour bravoure remarquable lors de la capture de la frégate HMS Macedonian.
Sloat sert ensuite sur le Grampus, le Franklin, le Washington, et le St. Louis.  En 1844 il est nommé commandant de l'escadre du Pacifique, et en 1845, alors que les tensions avec le Mexique croissent, il reçoit l'ordre d'accoster en Haute-Californie et de la revendiquer au nom des États-Unis. En recevant un rapport indiquant des combats à la frontière du Texas, alors qu'il se trouve au large de Mazatlán, il fonce vers le nord (des rapports indiquent que les Britanniques sont eux aussi intéressés par la Californie), lors d'une escarmouche que certains appellent la Bataille de Monterey , hisse le drapeau américain sur le bâtiment des douanes à Monterey le 7 juillet 1846, et publie une proclamation annonçant que la Californie fait désormais partie des États-Unis.
Plus tard, sa santé le contraint à abandonner le commandement à la mer, en tant qu’officier d'état-major, il contribue à la création de la base navale de Mare Island Navy Yard.
Après sa retraite en 1866 il est promu rear admiral.